# (100835) 1998 HA14
(100835) 1998 HA14 es un asteroide perteneciente al cinturón de asteroides, región del sistema solar que se encuentra entre las órbitas de Marte y Júpiter, descubierto el 24 de abril de 1998 por el equipo del Near Earth Asteroid Tracking desde el Observatorio de Haleakala, Hawái, Estados Unidos.

## Designación y nombre
Designado provisionalmente como 1998 HA14. 

## Características orbitales
1998 HA14 está situado a una distancia media del Sol de 2,314 ua, pudiendo alejarse hasta 2,647 ua y acercarse hasta 1,980 ua. Su excentricidad es 0,144 y la inclinación orbital 26,35 grados. Emplea 1285,75 días en completar una órbita alrededor del Sol.

## Características físicas
La magnitud absoluta de 1998 HA14 es 15,7. 